# Нгандо, Аксель
Аксель Нгандо (фр. Axel Ngando; родился 13 июля 1993 года в Аньер-сюр-Сен, Франция) — французский футболист, полузащитник.
Нгандо — племянник, известного камерунского футболиста Патрика Мбома.

## Клубная карьера
Нгандо — воспитанник клубов «Пари Сен-Жермен» и «Ренн». 2 февраля 2013 года в матче против «Лорьяна» он дебютировал за последний в Лиге 1, заменив во втором тайме Ромена Алессандрини. В этом же поединке Аксель забил свой первый гол за «Ренн». Летом для получения игровой практики он на правах аренды перешёл в «Осер». 16 сентября в матче против «Бреста» Нгандо дебютировал в Лиге 2. 1 ноября в поединке против «Тура» он сделал «дубль», забив свои первые голы за «Осер».
После возвращения из аренды Аксель сыграл несколько матчей за дубль «Ренна» и в начале 2015 года был вновь отдан в аренду. Его новым клубом стал — «Анже». 16 января в матче против «Арль-Авиньон» он дебютировал за новую команду. 20 февраля в поединке против «Лаваль» Нгандо забил свой первый гол за «Анже».
Летом контракт Акселя с «Ренном» истек и он на правах свободного агента подписал трёхлетнее соглашение с «Бастией». 13 сентября в матче против марсельского «Олимпика» Нгандо дебютировал за новую команду. 20 марта 2016 года в поединке против «Бордо» он забил свой первый гол за «Бастию».
Летом 2017 года Нгандо перешёл в турецкий «Гёзтепе». 20 августа в матче против «Кайсериспора» он дебютировал в турецкой Суперлиге. 27 апреля 2018 года в поединке против «Кардемир Карабюкспор» Аксель сделал «дубль», забив свои первый голы за «Гёзтепе».

## Международная карьера
В составе юношеской сборной Франции Нгандо принял участие в юношеском чемпионате Европы в Эстонии. На турнире он сыграл в матчах против команд Испании, Англии, Хорватии и Сербии.
В 2013 году в составе молодёжной сборной Франции Аксель стал победителем молодёжного чемпионата мира в Турции. На турнире он сыграл в матчах против команд США, Испании, Ганы, Узбекистана и Уругвая.
В конце года камерунская Федерация футбола предложила Акселю выступать за сборную своей исторической родины — Камеруна.

## Достижения
Международные
 Франция (до 21)
- Молодёжный чемпионат мира — 2013